# Ruta Estatal de Alabama 60
La Ruta Estatal de Alabama 60, y abreviada SR 60 (en inglés: Alabama State Route 60) es una carretera estatal estadounidense ubicada en el estado de Alabama. La carretera inicia en el Oeste desde la AL 14     en Wedgeworth en sentido Este hasta finalizar en la AL 69     en Havana. La carretera tiene una longitud de 18,20 km (11.31 mi).

## Mantenimiento
Al igual que las autopistas interestatales, y las rutas federales y el resto de carreteras estatales, la Ruta Estatal de Alabama 60 es administrada y mantenida por el Departamento de Transporte de Alabama por sus siglas en inglés ALDOT.